# Westcoast Machinery

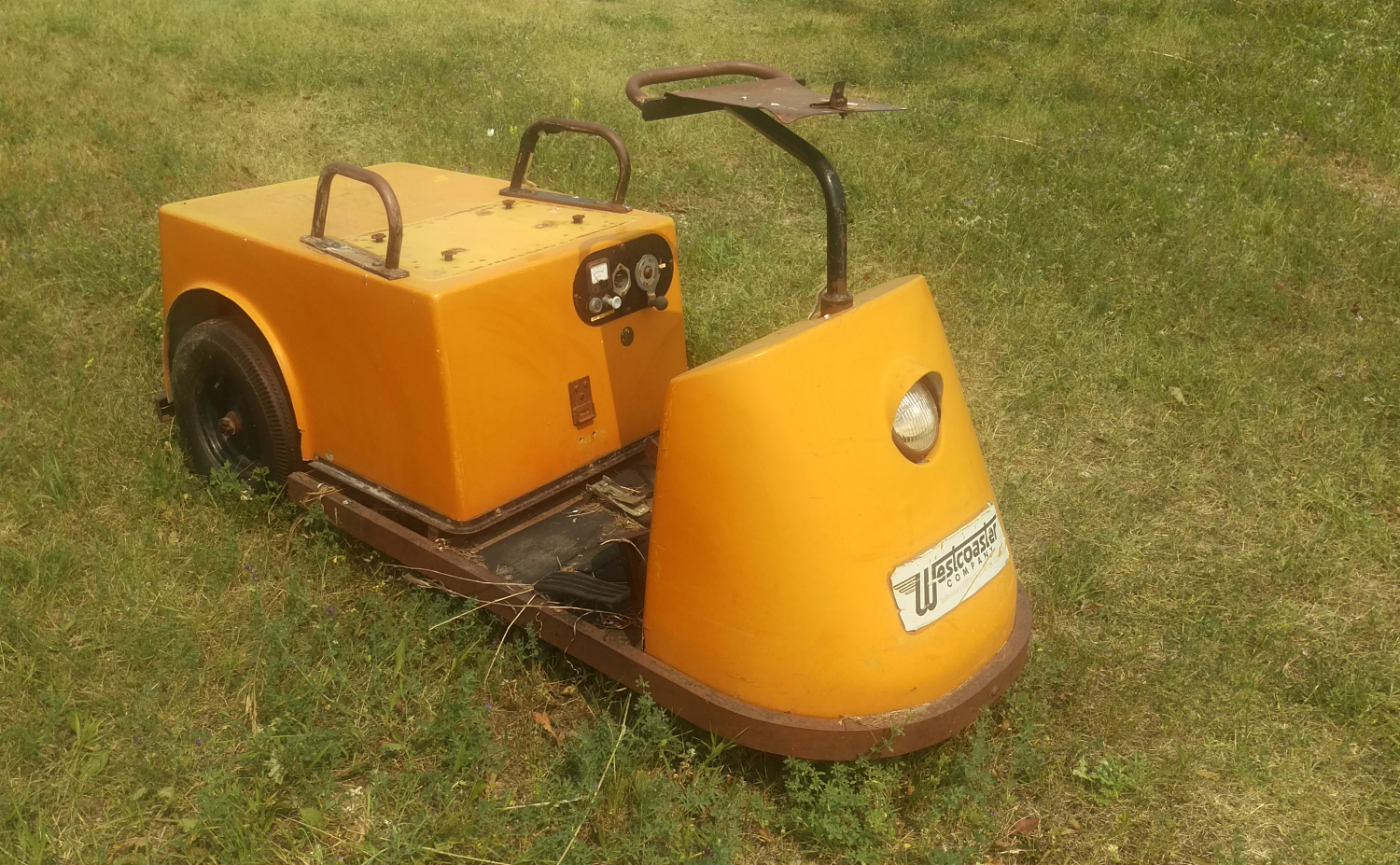
Westcoaster

Die Westcoast Machinery, Inc. war ein US-amerikanisches Unternehmen. 

## Beschreibung
Es existierte von 1927 bis 1970. Der Sitz war in Stockton in Kalifornien. Es stellte einerseits Ausstattungen für die Landwirtschaft her. Dazu kamen Kraftfahrzeuge, insbesondere Nutzfahrzeuge. 1960 entstanden auch Personenkraftwagen. Der Markenname lautete Westcoaster. 1970 erfolgte die Übernahme durch die Otis Elevator Company. Der Geschäftsbereich wurde als Westcoaster Co., Subsidiary Otis Elevator Co. fortgeführt. 1975 kam das Aus.

## Fahrzeuge
Westcoast Machinery stellte Spezialfahrzeuge her, wie Golfautos, Müllfahrzeuge, Fahrzeuge zum Gepäcktransport an Flughäfen oder zum Ausliefern der Post.
Einziges Automobil-Modell war der Westcoaster Super 36, ein zweisitziger Elektrokarren mit abnehmbarem Dach, aber ohne Türen. Seine Karosserie bestand aus GFK. Vorne hatte er ein Rad und der hinten eingebaute 36-V-Elektromotor von General Electric trieb die Hinterräder an.